# Emil Dietrich (Politiker, 1876)
Emil Dietrich (* 24. Juli 1876 in Kallmerode; † 27. Oktober 1933) war ein deutscher Pädagoge und Politiker der Deutschen Zentrumspartei.

## Leben
Emil Dietrich wurde als Sohn eines Landwirtes geboren. Nach dem Besuch der Volksschule ging er 1891 zunächst auf die Präparandenanstalt und absolvierte danach das Lehrerseminar in Heiligenstadt. Er wurde 1896 Volksschullehrer in Pößneck, 1897 in Worbis und war dann bis 1900 an der Präparandenanstalt Heiligenstadt tätig. Im Anschluss war er als Hörer an der Universität Halle. In der Folgezeit übte er auch seine Tätigkeit als Volksschullehrer in Halle (Saale) aus.
Während der Zeit der Weimarer Republik war Dietrich Generalsekretär der Zentrumspartei für die Provinz Sachsen und für das Land Thüringen sowie Mitglied des Vorstandes der Preußischen Zentrumspartei. Als Abgeordneter gehörte er von 1919 bis 1921 der Preußischen Landesversammlung und von 1921 bis 1933 dem Preußischen Landtag an. Im Zuge seiner politischen Tätigkeit beschäftigte er sich vor allem mit der Kulturpolitik und der Schulorganisation.